# Nanofibra

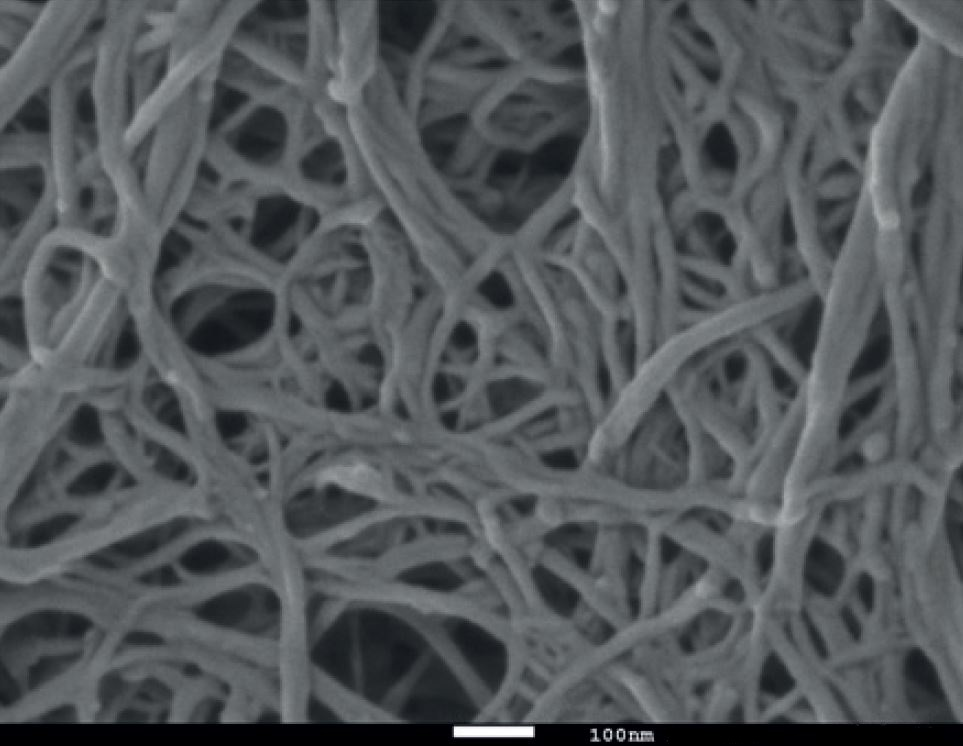
Red de nanofibras de celulosa

Las nanofibras son fibras con diámetros en un rango de nanómetro. Pueden ser generadas a partir de diferentes polímeros y de ahí el que tengan diferentes propiedades físicas y una aplicación potencial.
Existen muchos diferentes métodos para crear nanofibras, incluyendo electrospinning o electrohilado, autoensamblaje, síntesis de plantilla y fase de separación de inducción termal.
Tienen muchas posibilidades tecnológicas y comerciales. Se usan en ingeniería de tejidos, entrega de fármacos, diagnóstico de cáncer, batería de aire de litio, sensores ópticos y filtración de aire.

## Historia
1887- Sr. Charles Vernon Boys hace experimentos con spinning eléctrico. Él usa un pequeño plato, aislado y conectado con una máquina eléctrica. El principio de nanofibras son un producto de una posibilidad en estos experimentos.
1902- William James Morton describe un método de fluidos dispersos en la patente de US en Nueva York.
1934-1944- Anton Formhals publica un número de patentes describiendo la instalación experimental para producción de fibras de polímeros usando fuerza electrostática.
1952- Bernard Vonnegut y Raymond Neubauer producen una secuencias de gotas uniformes altamente electrificadas de alrededor de 0.1 mm en diámetro.
1955- Vadim G. Drozin investiga la dispersión de una serie de líquidos en aerosoles bajo altos potenciales eléctricos.
1959- Richard Feynman de CalTech describe un proceso en el cual científicos podrían manipular y controlar átomos individuales y moléculas. Él es conocido como “El Padre de la nanotecnología”.
1966- Harold L. Simons patenta un instrumento para producir textiles no tejidos ultradelgados y ultraligeros con patrones varios.
1971- Peter K. Baumgartner hace un dispositivo para el electrospinning de textiles de acrílico con un diámetro de 0.05- 1.1 micronanómetros.
1974- Norio Taniguchi de la Universidad de Ciencias de Tokya el término de nanotecnología.
2003- Oldřich Jirsák con su equipo de la Universidad Técnica de Liberec (Rep. Checa) crea el electrospinning, un método patentado con una producción en masa continua de nanofibras. 
2005- Ladislav Mareš (Rep. Checa) y su equipo desarrollan la primera máquina de producción en masa de nanofibras para el uso industrial.
2010- Jan Halada (Rep. Checa) crea la primera fábrica de producción en masa de nanofibras en Litvinov.

## Obtención
Un proceso convencional para obtener fibras comunes consiste en el hilado en el que un polímero fundido o en solución se hace pasar por una boquilla a cierta velocidad y temperatura. Además se estira el material buscando darle más módulo y resistencia. Pero para obtener una nanofibra, se utiliza lo que se llama electrohilado (electrospinning), que permite producir filamentos continuos cien veces inferiores a los métodos convencionales. Dichos filamentos se depositan en una membrana o malla no tejida llamada material nanofibroso.

## Propiedades
En el material nanofibroso la relación superficie-volumen es muy elevada. Las estructuras obtenidas generan sistemas dinámicos que pueden variar tanto el tamaño de los poros como la forma. Las propiedades de flexibilidad, tenacidad y resistencia a la tracción son imposibles de conseguir con otros materiales de estructuras convencionales.

## Aplicaciones
La baja densidad y elevado volumen de los poros hacen a estos materiales apropiados para dispositivos biomédicos como el sistema de liberación controlada de fármacos o la obtención de cosméticos.
También para principios activos e ingeniería de tejidos; prendas de vestir, implementos de limpieza y hasta productos industriales de catálisis, filtrado, barrera y aislamiento, pilas, transistores, óptica, tecnología de la información y del sector espacial.

### Filtración de aire
Las Nanofibras pueden ser utilizadas en filtros para proteger personas de virus, bacterias, smog, polvo, alergenos y otras partículas. Eficiencia de filtración es de alrededor de 99,9% y el principio de filtración es mecánico.
Las partículas ahí son más grandes que los poros en la red de nanofibras, pero las partículas de oxígeno son lo suficientemente pequeñas pasar a través de ellas. Únicamente una compañía incorpora nanofibras en productos ordinarios en el 2019. Los productos utilizan nanofibras para filtrar aire y proteger la salud de las personas, puede ser con mallas para ventanas, máscaras respiratorias, cubre bocas o bandanas con una membrana de nanofibras. El proyecto con la bandana de nanofibras fue presentado en Kickstarter a finales del 2018 y fondeado exitosamente.

### Textiles para uso deportivo
Los textiles para uso deportivo con membrana de nanofibras incorporadas a este, está basado en la tecnología moderna de nanofibras en donde la parte principal de la membrana consiste de fibras con un diámetro 1000 veces más delgado que el pelo humano. Esta densidad extrema “cierne” con más de 2,5 billones de poros por centímetro cuadrado mucho más eficientes con removimiento de vapor y brinda un mejor nivel de resistencia al agua. 
En el lenguaje de números, el textil de nanofibras brinda los siguientes parámetros: 
- RET 1.0 permeabilidad al vapor y 10,000 mm de columna de agua (esta versión es para preferencia de mayor respirabilidad)
- RET 4.8 permeabilidad al vapor y 30, 000 mm de columna de agua (esta versión es para preferencia de mayor resistencia al agua)

La nanofibra para ropa y las membranas para zapato contienen poliuretano, así que su producción no es dañina para la naturaleza. Las membranas para ropa deportiva están hechas de nanofibras reciclables.